# UFC on ABC: Holloway vs. Kattar
UFC on ABC: Holloway vs. Kattar (também conhecido como UFC Fight Night 184) foi um evento de MMA produzido pelo Ultimate Fighting Championship em 16 de janeiro de 2021 em Abu Dhabi. O evento foi o primeiro do UFC no ano de 2021 e marcou o início de uma maratona de três eventos em uma semana promovidos pela empresa nos Emirados Árabes Unidos no mês de janeiro.

## Background
Uma luta no peso pena entre Max Holloway e Calvin Kattar é esperada para servir como luta principal da noite.
Uma luta no peso meio médio entre Carlos Condit e Matt Brown foi antecipada do dia 20 para o dia 16 e é esperada como co-evento principal da noite.

## Bônus da Noite
Os lutadores receberam US$50.000 de bônus:
- Luta da Noite:  Max Holloway vs.  Calvin Kattar
- Performance da Noite:  Li Jingliang e  Alessio Di Chirico